# Joachim Lantz
Joachim Gustav Henric Lantz (* 10. Mai 1977 in Kalmar) ist ein schwedischer Fußballspieler.

## Werdegang
Lantz schloss sich im Alter von sechs Jahren Kalmar FF an, bei dem er anschließend die einzelnen Jugendmannschaften durchlief. 1996 rückte er als Nachwuchsspieler in den Kader der ersten Mannschaft auf. Als Ergänzungsspieler kam er zu einigen wenigen Einsätzen, am Ende der Spielzeit stieg der Klub aus der zweiten Liga ab. 1997 wechselte er aufgrund seines Studiums den Verein und schloss sich IFK Västerås an. Mit dem Drittligisten spielte er in den folgenden Jahren gegen den Abstieg, der 1998 erst in der Relegation geschafft wurde. 
Anfang 2000 kehrte Lantz zu Kalmar FF zurück, der in die zweitklassige Superettan zurückgekehrt war. Mit einem Tor im Spiel gegen IF Sylvia am Ende der Spielzeit 2000 rettete er den Klub vor dem erneuten Abstieg in die dritte Liga. Daraufhin verpassten ihm die Anhänger den Spitznamen „Jesus“.  Am Ende der folgenden Spielzeit konnte der Abwehrspieler mit dem Klub den Aufstieg in die Allsvenskan feiern. In seiner ersten Erstligaspielzeit kam er in 19 Spielen zum Einsatz, konnte aber den direkten Wiederabstieg nicht verhindern. Mit ihm als Stammspieler – er verpasste nur ein Spiel in der Superettan – gelang KFF als Zweitligameister der sofortige Wiederaufstieg. In den ersten beiden Spielzeiten im schwedischen Oberhaus verpasste er kein Spiel und half mit, den Klub im vorderen Tabellenbereich zu etablieren. Gegen Ende der Spielzeit 2006 verlor er seinen Stammplatz und in der Spielzeit 2007 beobachtete er das Geschehen auf dem Platz meist nur von der Ersatzbank. Im Herbst konnte er sich jedoch dank einer Verletztenserie bei Tobias Carlsson, Mikael Eklund und Stefan Larsson, seinen Rivalen um einen Platz in der Innenverteidigung, wieder in die Startelf spielen. Am 2. September 2007 gelang ihm zudem beim 3:0-Erfolg über Halmstads BK im heimischen Fredriksskans mit dem Treffer zum 2:0-Zwischenstand sein erstes Erstligator. 
Im November 2007 feierte Lantz mit Kalmar FF seinen ersten Titelgewinn. Im Endspiel um den Landespokal schlug er mit der Mannschaft durch Tore von Patrik Ingelsten und den zweifachen Torschützen César Santin den amtierenden Meister IFK Göteborg mit 3:0. Nachdem er in 20 Saisonspielen mit der Mannschaft an der Seite von David, Rasmus und Viktor Elm die Spielzeit 2008 über lange Strecken dominiert hatte, sicherte sie sich zum ersten Mal in der Vereinsgeschichte die schwedische Meisterschaft. Auch beim Gewinn des Supercupen Anfang des folgenden Jahres gegen Pokalsieger IFK Göteborg wirkte er über die komplette Spieldauer mit, als Daniel Mendes kurz vor Schluss den entscheidenden Treffer markierte. Nach zehn Jahren für Kalmar FF, in denen er in 229 Ligapartien auflief und sechs Mal zum Torerfolg kam, wurde er zum Jahreswechsel 2010/11 vereinslos, da sein Vertrag nicht mehr verlängert wurde. Nach einer kurzen Zeit ohne Vereinszugehörigkeit schloss sich Lantz im März 2011 dem Ligakonkurrenten Mjällby AIF an und verblieb dort bis zum Saisonende, wo er auf eine Bilanz von zwölf Ligaeinsätzen zurückblicken konnte. Auch bei Mjällby wurde sein Einjahresvertrag nicht verlängert und der erfahrene Abwehrrecke erneut vereinslos. Abermals im März fand er mit dem unterklassig spielenden IFK Berga, ebenfalls aus seiner Heimatstadt Kalmar, einen neuen Verein. Für diesen wurde er in der fünfthöchsten Spielklasse des Landes eingesetzt und ab Ende August 2012 an den damaligen Zweitligisten Östers IF verliehen. Für diesen absolvierte er insgesamt neun Meisterschaftsspiele und war damit auch am Aufstieg der Mannschaft in die höchste Spielklasse des Landes beteiligt. Im Februar kehrte er wieder zu seinem Stammverein zurück, Auch mit dem Fünftligisten schaffte er im Spieljahr 2013 den Aufstieg in die nächsthöhere Spielklasse, die Division 2, dabei als Vizemeister der Division 3.
Neben seiner Karriere als Fußballspieler arbeitet Lantz als Unternehmensberater.

## Erfolge
- 1× Meister der Superettan: 2012 (mit Östers IF)
- 1× Aufstieg in die viertklassige Division 2: 2013 (mit IFK Berga)